# Ковачица (Косовска Митровица)
Ковачица (алб. Kovaçicë или Kovaçica) је насеље у општини Косовска Митровица, Косово и Метохија, Република Србија.

## Становништво
| Демографија | Демографија | Демографија |
| Година      | Становника  | Становника  |
| ----------- | ----------- | ----------- |